# La Ballade du diable
Pour plus de détails, voir Fiche technique et Distribution.
La Ballade du diable (悪魔の手毬唄, Akuma no temari-uta) est un film japonais réalisé par Kon Ichikawa, sorti en 1977. C'est l'adaptation du roman Akuma no temari-uta de Seishi Yokomizo.

## Synopsis
Isokawa de la police préfectorale d'Okayama continue d'enquêter sur l'affaire du meurtre il y a 20 ans, mais l'enquête est difficile, il demande donc à Kindaichi, un détective privé, d'enquêter.

## Fiche technique
- Titre : La Ballade du diable[4]
- Titre original : 悪魔の手毬唄 (Akuma no temari-uta?)
- Réalisation : Kon Ichikawa
- Scénario : Tei Chris (ja) d'après un roman de Seishi Yokomizo
- Photographie : Kiyoshi Hasegawa (ja)
- Montage : Nobuo Ogawa (ja) et Chizuko Osada (ja)
- Décors : Shinobu Muraki (ja)
- Société de production : Tōhō
- Société de distribution : Tōhō
- Pays d'origine :  Japon
- Langue originale : japonais
- Format : couleur - 1,37:1 - Format 35 mm - son mono
- Genre : thriller ; film policier
- Durée : 144 minutes
- Dates de sortie : 
  - Japon : 2 avril 1977[1]

## Distribution
- Kōji Ishizaka : Kōsuke Kindaichi
- Tomisaburō Wakayama: Yōjirō Isokawa
- Akiko NIshina (ja) : Chie Bessho
- Keiko Kishi : Rika Aoike
- Akiji Kobayashi : Koreya Kusakabe
- Takeshi Katō : inspecteur Tachibana
- Yōko Takahashi (ja) : Yasuko Yura
- Nobuo Nakamura : Hōan Tadara
- Misako Watanabe : Harue Bessho
- Hideji Ōtaki : Gondō
- Norihie Miki : Jyubei Noro
- Mitsuko Kusabue : Akiko Yura

## Films de la sérieKōsuke Kindaichiréalisés par Kon Ichikawa
- 1976 : Le Complot de la famille Inugami (犬神家の一族, Inugami-ke no ichizoku?)
- 1977 : La Ballade du diable (悪魔の手毬唄, Akuma no temari-uta?)
- 1977 : L'Île de la prison (獄門島, Gokumon-tō?)
- 1978 : La Reine des abeilles (女王蜂, Joōbachi?)
- 1979 : La Maison du pendu (病院坂の首縊りの家, Byōinzaka no kubikukuri no ie?)
- 1996 : Le Village aux huit tombes (八つ墓村, Yatsu haka mura?)
- 2006 : Les Inugamis (犬神家の一族, Inugami-ke no ichizoku?) (remake)